# Comrie (månekrater)
Comrie er et nedslagskrater på Månen. Det befinder sig på Månens bagside bag den vestlige rand og er opkaldt efter den engelske astronom Leslie J. Comrie (1893 – 1950).
Navnet blev officielt tildelt af den Internationale Astronomiske Union (IAU) i 1970.

## Omgivelser
Comriekrateret ligger i nærheden af kraterne Ohm mod syd-sydvest, Shternberg mod sydvest og Parenago mod nordøst.

## Karakteristika
Comrie er det midterste i en række af tre forbundne kratere. Et lidt mindre krater er forbundet mod dets nordlige ende, og de to deler en lige rand. Dette krater ligger også over den nordlige del af et større, meget nedslidt krater mod syd, og der er kun lidt bevaret af Comries rand mod dens sydlige ende. Den tilbageværende rand er nedslidt og eroderet.
I kraterets indre ligger et lille krater nær randen mod nordvest, et mindre krater lige sydvest for kratermidten, og et endnu mindre krater langs den tilbageværende sydvestlige rand. Der findes en lav central højderyg ved kraterets midte. Den østlige halvdel af kraterbunden er noget irregulær, men har kun få småkratere. Stråler fra Ohmkraterets strålesystem ligger over Comrie, især i den vestlige halvdel.

## Satellitkratere
De kratere, som kaldes satellitter, er små kratere beliggende i eller nær hovedkrateret. Deres dannelse er sædvanligvis sket uafhængigt af dette, men de får samme navn som hovedkrateret med tilføjelse af et stort bogstav. På kort over Månen er det en konvention at identificere dem ved at placere dette bogstav på den side af satellitkraterets midte, som ligger nærmest hovedkrateret. Comriekrateret har følgende satellitkratere:
| Comrie | Længde  | Bredde   | Diameter |
| ------ | ------- | -------- | -------- |
| K      | 22,1° N | 112,3° V | 73 km    |
| T      | 23,1° N | 115,3° V | 43 km    |
| V      | 24,6° N | 115,9° V | 29 km    |

## Måneatlas
- Billeder af Comriekrateret i LPI-måneatlasset